# El Valle (volcan)
Pour les articles homonymes, voir El Valle.
Ne doit pas être confondu avec El Valle de Antón.
El Valle est un stratovolcan du Panama.